# Scheibenhardt (gmina)
Scheibenhardt – miejscowość i gmina w Niemczech, w kraju związkowym Nadrenia-Palatynat, w powiecie Germersheim, wchodzi w skład gminy związkowej Hagenbach.